# Annabel
Annabel（アナベル）は、アルゼンチンの首都ブエノスアイレス出身の日本の女性歌手、作詞家。所属レコード会社はランティス。
憂いを含んだ繊細で透明感のある歌声でゲームやアニメ主題歌など数々の作品に参加し、それ以外にもユニットのanNinaやbinaria、バンドsiraphなど、ソロの枠を越えて精力的に活動している。

## 人物
アルゼンチン・ブエノスアイレス生まれで日本育ち。日本人の父親がアルゼンチン人の母親と現地で結婚して彼女が生まれ、その後、父親の仕事の関係で日本を訪れることになった。本名は読みが同じだが綴りは少し異なる。
デビューのきっかけは、たまたまネットで見ていたオリジナルの同人CDの販売サイトでボーカルを募集しているのを知ってコンタクトを取ったこと。
同人音楽出身のためか、音楽活動というのは商業／同人関係なく音源を作り上げることだったので、マスタリングが終わるまでは神経を注ぎ込むが、完成したらもう終わりでその楽曲と関わることはなく、バンドを結成するまではライブが苦手だった。
Annabel名義のときはボーカルメインで自分の歌と声を聴かせるつもりで歌っているが、siraphではボーカルを他の楽器と同じサウンドの一部として捉え、自身も曲の中に組み込まれた1ピースとして機能したいと思っている。
テーマソングなど依頼に沿って歌うことが多かったため、元々「職業歌手」という意識が強い。バンドのボーカリストに多い自分自身の気持ちを乗せて歌うようなタイプではなく、ボーカルに対しては職人的な気質。レコーディングでも重要な部分と省く部分の取捨選択の判断が早く、録音した部分は全て記憶している。
2018年12月31日、田口囁一（感傷ベクトル）との結婚を発表。

## 来歴
2005年から歌手、作詞家として音楽活動を開始
2006年、やなぎなぎ、永尾ヨシヒサ、xaiと共に音楽ユニット・binariaを結成。
2007年、bermei.inazawaとのユニット・anNinaとしてテレビアニメ『ひぐらしのなく頃に解』エンディング主題歌『対象a』でデビュー。
2009年、サウンドプロデュースにmyuを迎えてテレビアニメ『CANAAN』のエンディング主題歌『My heaven』をAnnabel名義でリリース。ソロとしてメジャーデビューを果たす。
2012年、1stアルバム『miniascape』を発表。
2015年、STEREO DIVE FOUNDATION（R・O・N）プロデュースによるテレビアニメ『GANGSTA.』のエンディング主題歌『夜の国』をリリース。
2016年、自身が中心となり、元school food punishmentの蓮尾理之、ハイスイノナサの照井順政らとバンド・siraphを結成。

## 所属グループ・ユニット
- binaria（ビナリア）
  - やなぎなぎ、永尾ヨシヒサ、xaiとの同人音楽ユニット。ボーカルを担当する。2006年結成。
  - 同ユニットではボーカルの他に作詞も担当し、母国語であるスペイン語を使った詞やタイトルが多い。
  - これまでに「ALHAJA」「forma」「rueda」「epoca」「ALBA」「delightful doomsday」などのミニアルバムやシングルとベストアルバム「Sonido」を発表している。
- anNina（アンニーナ）
  - bermei.inazawaとのユニット。ボーカルを担当する。2007年結成。
- siraph（シラフ）
  - ソロのライブやレコーディングでバックバンド（Annabel Band）のメンバーとして彼女をサポートしていたミュージシャンたち（元School Food Punishmentの蓮尾理之と山崎英明、ハイスイノナサの照井順政、Mop of Headの山下賢）と2016年に結成[5][8][10]。

## ディスコグラフィ

### シングル（メジャー）
| 枚  | 発売日         | タイトル                                | 規格品番   | 規格品番   | オリコン 最高位 |
| 枚  | 発売日         | タイトル                                | 初回限定盤 | 通常盤     | オリコン 最高位 |
| --- | -------------- | --------------------------------------- | ---------- | ---------- | --------------- |
| 1st | 2009年8月26日  | My heaven                               |            | FCCM-194   | 67位            |
| 2nd | 2009年11月6日  | Light of Dawn                           |            | LHCM-1071  | 圏外            |
| ※   | 2011年12月14日 | 華ヤカ哉、我ガ一族 エンディング主題歌集 |            | LACM-4888  | 141位           |
| 3rd | 2012年2月8日   | anamnesis                               |            | LACM-4902  | 104位           |
| 4th | 2012年5月23日  | Above your hand                         |            | LACM-4934  | 96位            |
| 5th | 2012年7月25日  | シグナルグラフ                          |            | LASM-4144  | 39位            |
| ※   | 2013年1月23日  | ファンタスマゴリア/シャル ウヰ ダンス   |            | LACM-14061 | 位              |
| 6th | 2013年4月24日  | スモルワールドロップ                    | LACM-34082 | LACM-14082 | 66位            |
| 7th | 2013年8月7日   | Alternative                             | LACM-34126 | LACM-14126 | 69位            |
| 8th | 2015年8月26日  | 夜の国                                  | LACM-34377 | LACM-14377 | 63位            |

### アルバム（メジャー）
| 枚   | 発売日         | タイトル              | 規格品番   | 規格品番   | オリコン 最高位 |
| 枚   | 発売日         | タイトル              | 初回限定盤 | 通常盤     | オリコン 最高位 |
| ---- | -------------- | --------------------- | ---------- | ---------- | --------------- |
| 1st  | 2012年11月28日 | miniascape            | LACA-35258 | LACA-15258 | 102位           |
| 2nd  | 2014年3月26日  | TALK                  | LACA-35379 | LACA-15379 | 148位           |
| ミニ |                | slow light,slow glass |            |            |                 |

### インディーズ作品
| 枚           | 発売日                   | タイトル                         | 規格品番 |
| ------------ | ------------------------ | -------------------------------- | -------- |
| シングル     | 2011年5月1日             | ignis                            |          |
| シングル     | 2011年10月30日           | memory cycle of a Sentimentalist | ANB-04   |
| シングル     | トランスペアレンツガール |                                  |          |
| シングル     |                          | pedalnote/starlight              | ANB-07   |
| シングル     | roof loop hopper         |                                  |          |
| シングル     | 然う然う、の雨           |                                  |          |
| シングル     | 2016年8月14日            | Warehouse 160814                 |          |
| シングル     | 2018年4月29日            | fall into a lilac slumber        |          |
| ミニアルバム | 2008年3月9日             | autonomia                        | ANB-01   |
| ミニアルバム | 2010年12月31日           | Noctiluca                        | ANB-02   |
| ミニアルバム | 2017年10月29日           | Nylon Town                       |          |
| ミニアルバム | 2018年8月10日            | cosmic gardener                  |          |
| ミニアルバム | 2018年11月25日           | 路地裏回想録                     |          |
| フルアルバム | 2013年8月12日            | caracol                          | ANB-08   |

### anNina名義作品
| 枚          | 発売日         | タイトル | 規格品番  | オリコン 最高位 |
| ----------- | -------------- | -------- | --------- | --------------- |
| 1stシングル | 2007年8月22日  | 対象a    | FCCM-0194 | 22位            |
| 2ndシングル | 2009年6月24日  | まなざし | FCCM-0268 |                 |
| 1stアルバム | 2008年12月17日 | natal    | VAF-003   |                 |
| 3rdシングル | 2013年6月5日   | ombre    | XQKT-1004 |                 |

### コンピレーション・サウンドトラックなど
| 発売日   | 商品名                                                 | 歌                              | 楽曲                                                                        | 備考                                                                                  |
| 2009年   | 2009年                                                 | 2009年                          | 2009年                                                                      | 2009年                                                                                |
| -------- | ------------------------------------------------------ | ------------------------------- | --------------------------------------------------------------------------- | ------------------------------------------------------------------------------------- |
| 8月14日  | “文学少女”と夢現の旋律                                 | Annabel                         | 「さよならの続きへ」                                                        | ドラマCD『ドラマCD版 "文学少女"と死にたがりの道化【前篇】』エンディング曲             |
| 11月11日 | CANAAN Inspired album                                  | Annabel                         | 「キボウノチ」 「synesthesia」 「柔らかな光の中で」 「愛の詞」 「上海日和」 | テレビアニメ『CANAAN』イメージソング                                                  |
| 2010年   |                                                        |                                 |                                                                             |                                                                                       |
| 1月5日   | heart to heart〜from iyunaline to solfa 2〜            | Annabel                         | 「緑色の夢」                                                                |                                                                                       |
| 6月25日  | ナルキッソス〜もしも明日があるなら〜 Vocal Album       | Annabel                         | 「フォトグラフ」                                                            | ゲーム『ナルキッソス〜もしも明日があるなら〜』                                        |
| 8月27日  | florish〜from iyunaline to solfa 3〜                   | Annabel                         | 「スターゲイザー」                                                          |                                                                                       |
| 12月8日  | 華ヤカ哉、我ガ一族 ドラマCD 賑わいませう、星降る聖夜に | Annabel                         | 「キネオラマ」                                                              | ゲーム『華ヤカ哉、我ガ一族』エンディングテーマ                                        |
| 12月8日  | 華ヤカ哉、我ガ一族 ドラマCD 賑わいませう、星降る聖夜に | Annabel                         | 「薄明」                                                                    | ゲーム『華ヤカ哉、我ガ一族』エンディングテーマ                                        |
| 12月15日 | CLOCK ZERO〜終焉の一秒〜 オリジナルサウンドトラック    | Annabel                         | 「流れる空に」                                                              | ゲーム『CLOCK ZERO 〜終焉の一秒〜』エンディングテーマ                                 |
| 12月15日 | CLOCK ZERO〜終焉の一秒〜 オリジナルサウンドトラック    | Annabel                         | 「そしてまた、ここから」                                                    | ゲーム『CLOCK ZERO 〜終焉の一秒〜』挿入歌                                             |
| 2011年   |                                                        |                                 |                                                                             |                                                                                       |
| 1月12日  | 碧海のAiON DRAMA CD                                    | Annabel                         | 「abysmal noise」                                                           | ドラマCD『碧海のAiON』主題歌                                                          |
| 6月8日   | 大河アニメ『刀語』歌曲集 其ノ弐                        | Annabel                         | 「証」                                                                      | テレビアニメ『刀語』第9話エンディングテーマ                                           |
| 7月29日  | R.M.K. R-04 feat.Annabel                               | Annabel                         | 「」                                                                        |                                                                                       |
| 10月26日 | 花想少女〜Lip-Aura〜 幻想歌曲集                        | Annabel、霜月はるか             | 「誘いの水底〜Iriya mie Lip-Aura〜」 「汚れた箱庭」                         |                                                                                       |
| 10月26日 | 花想少女〜Lip-Aura〜 幻想歌曲集                        | 霜月はるか、Annabel             | 「花想庭園〜Cattleya ol thia〜」「花想少女」                                |                                                                                       |
| 10月26日 | 花想少女〜Lip-Aura〜 幻想歌曲集                        | 霜月はるか、織田かおり、Annabel | 「君の跡形」                                                                |                                                                                       |
| 11月23日 | 未来日記 INSPIRED ALBUM Vol.1〜因果律ノイズ〜          | Annabel                         | 「perfect trap」                                                            | テレビアニメ『未来日記』イメージソング                                                |
| 2012年   |                                                        |                                 |                                                                             |                                                                                       |
| 1月31日  | apriori                                                | Annabel                         | 「生誕のファサード」                                                        | 音楽制作ユニット『Barbarian On The Groove』作品。2011年コミックマーケットで先行頒布。 |
| 2013年   |                                                        |                                 |                                                                             |                                                                                       |
| 6月5日   | RDG レッドデータガール Inspired Album                  | Annabel                         | 「覚醒」 「憧憬」                                                           | テレビアニメ『RDG レッドデータガール』イメージソング                                  |
| 2014年   |                                                        |                                 |                                                                             |                                                                                       |
| 7月10日  | Allure                                                 | Annabel                         | 「Abdication feat.Annabel」                                                 |                                                                                       |
| 2015年   |                                                        |                                 |                                                                             |                                                                                       |
| 5月20日  | 劇場版 境界の彼方 -I'LL BE HERE- Original Sound Track  | Annabel                         | 「あなたの笑顔という世界」                                                  | 劇場版アニメ『劇場版 境界の彼方 -I'LL BE HERE-』イメージソング                        |
| 2017年   |                                                        |                                 |                                                                             |                                                                                       |
| 8月31日  | よるのないくに2 オリジナルサウンドトラック             | Annabel、柳麻美（コーラス参加） | 「Lucia」                                                                   | ゲーム『よるのないくに2 〜新月の花嫁〜』                                              |

### タイアップ曲
| 楽曲                 | タイアップ                                                               | 時期   |
| -------------------- | ------------------------------------------------------------------------ | ------ |
| My heaven            | テレビアニメ『CANAAN』ED主題歌                                           | 2009年 |
| Light of Dawn        | テレビアニメ『戦う司書 The Book of Bantorra』ED主題歌                    | 2009年 |
| 手のひらの楽園       | PSPゲーム『この青空に約束を― てのひらのらくえん』挿入歌                  | 2009年 |
| フォトグラフ         | PSPゲーム『ナルキッソス ～もしも明日があるなら～Portable』イメージソング | 2010年 |
| キネオラマ           | PSPゲーム『華ヤカ哉、我ガ一族』ED主題歌                                  | 2010年 |
| 薄明                 | PSPゲーム『華ヤカ哉、我ガ一族』ED主題歌                                  | 2010年 |
| 星路煌々             | PSPゲーム『華ヤカ哉、我ガ一族 キネマモザイク』ED主題歌                   | 2011年 |
| 黎明                 | PSPゲーム『華ヤカ哉、我ガ一族 キネマモザイク』ED主題歌                   | 2011年 |
| anamnesis            | テレビアニメ『Another』ED主題歌                                          | 2012年 |
| Above your hand      | テレビアニメ『さんかれあ』ED主題歌                                       | 2012年 |
| シグナルグラフ       | テレビアニメ『恋と選挙とチョコレート』OP主題歌                           | 2012年 |
| STEP AHEAD           | PSPゲーム『恋と選挙とチョコレート PORTABLE』OP主題歌                     | 2012年 |
| スモルワールドロップ | テレビアニメ『RDG レッドデータガール』OP主題歌                           | 2013年 |
| Alternative          | テレビアニメ『ローゼンメイデン』ED主題歌                                 | 2013年 |
| ファンタスマゴリア   | OVA『華ヤカ哉、我ガ一族 キネトグラフ』OP主題歌                           | 2013年 |
| syncretism           | OVA『Hybrid Child』主題歌                                                | 2014年 |
| 夜の国               | テレビアニメ『GANGSTA.』ED主題歌                                         | 2015年 |
| sanctuary            | PS Vitaゲーム『ニル・アドミラリの天秤 帝都幻惑綺譚』OP主題歌             | 2016年 |
| historia             | PS Vitaゲーム『ニル・アドミラリの天秤 クロユリ炎陽譚』OP主題歌           | 2017年 |
| 銀の月、夢の雫。     | PCゲーム『神凪ノ杜 妖狐奇譚』OP主題歌                                    | 2018年 |
| 都市之歌 ～街の歌～  | PCゲーム『Christmas Tina ‐泡沫冬景‐』OP主題歌                            | 2020年 |
| HOME                 | PCゲーム『Christmas Tina ‐泡沫冬景‐』ED主題歌                            | 2020年 |